# Garden City (Karolina Południowa)
Garden City – jednostka osadnicza w Stanach Zjednoczonych, w stanie Karolina Południowa, w hrabstwie Horry, nad Oceanem Atlantyckim.